# Larissa Georgijewna Sacharowa
Larissa Georgijewna Sacharowa (russisch Лариса Георгиевна Захарова; * 17. Februar 1933 in Tiflis; † 13. Januar 2017) war eine sowjetisch-russische Historikerin und Hochschullehrerin.

## Leben
Sacharowa schloss ihr Studium an der Lomonossow-Universität Moskau (MGU) in der Historischen Fakultät 1956 mit Auszeichnung ab.
Es folgte die Aspirantur bei Pjotr Andrejewitsch Sajontschkowski. Sacharowas Forschungsthema war die sogenannte Gegenlandreform 1890 des von Dmitri Andrejewitsch Tolstoi geleiteten Innenministeriums während der Regierung Alexanders III. Unter Alexander II. wurden Reformen zur Abschaffung der Leibeigenschaft der Bauern durchgeführt, die den Adel schwächten, und der damalige liberale Innenminister Michail Tarielowitsch Loris-Melikow plante die Bildung einer Volksvertretung. Nach der Ermordung Alexanders II. 1881 sollte die Rolle des Adels wieder gestärkt und die volle Autokratie wiederhergestellt werden. Konstantin Petrowitsch Pobedonoszew und Michail Nikiforowitsch Katkow entwickelten entsprechende Vorschläge, die zu der Gegenlandreform führten. 1962 verteidigte Sacharowa mit Erfolg ihre Dissertation über die Gegenlandreform 1890 für die Promotion zur Kandidatin der historischen Wissenschaften.
Ab 1962 arbeitete und lehrte Sacharowa am Lehrstuhl für Geschichte Russlands des 19. und Anfang des 20. Jahrhunderts der Historischen Fakultät der MGU. 1983 verteidigte sie mit Erfolg ihre Doktor-Dissertation über Autokratie und Bauernbefreiung 1856–1861 für die Promotion zur Doktorin der historischen Wissenschaften. 1986 folgte die Ernennung zur Professorin. Zu ihren Schülern gehörten Fjodor Alexandrowitsch Gaida, Anna Walentinowna Pawlowskaja, Alexander Jurjewitsch Polunow, Waleri Leonidowitsch Stepanow, Gary Hamburg und Igor Anatoljewitsch Christoforow. Sie betreute 45 Kandidat-Dissertationen und 70 Diplomarbeiten.
Sacharowa war Mitglied der Sektion für Geschichte der Russischen Stiftung für Geistes- und Sozialwissenschaften, Mitglied des Wissenschaftlichen Rats des Staatlichen Archivs der Russischen Föderation und Mitglied des Wissenschaftlichen Rats des Staatlichen Historischen Museums in Moskau.
Sacharowa wurde in Tiflis begraben.